# 灰顶伯劳
灰顶伯劳（学名：Lanius validirostris）是伯劳科伯劳属的一种，为菲律宾的特有种。
灰顶伯劳的自然栖息地是亚热带或热带的湿润低地森林以及亚热带或热带的湿润云雾林。由于栖息地遭到破坏，该物种的数量已开始减少。